# 空唄
『空唄』（そらうた）は、チベット族中国人女性歌手、alanの日本における4thシングル。

## 解説
- 2008年8月13日にavex traxよりリリース。DVD付き版あり。
- 「地球を創る5大要素」をテーマされた5ヶ月連続シングルリリース第2弾として、本作のテーマは「空」である。
- 本作は、alanにとってデビュー以来初となるダンスポップ調のアッパーサウンドでの楽曲となっている。また、プロモーションビデオでは振付を踊りが初めて披露している。alan自身、「初めてダンスにも挑戦しました」とコメントした[1]。

## 収録曲

### CD
1. 空唄
作詞：岩里祐穂　作曲：菊池一仁　編曲：中野雄太
2. My Stage
作詞：朝水彼方　作曲：菊池一仁　編曲：水島康貴
3. 空唄（Instrumental）
4. My Stage（Instrumental）

### DVD
1. 空唄 Music Clip
2. Bonus Movie